# Silmänkaivamajärvi
Silmänkaivamajärvi eller Silmänkalvamajärvi är en sjö i Finland. Den ligger i kommunen Enare i landskapet Lappland, i den norra delen av landet, 1 000 km norr om huvudstaden Helsingfors. Silmänkaivamajärvi ligger 162,8 meter över havet. Den ligger vid sjön Tuurujärvi. Arean är 45,9 hektar och strandlinjen är 5,21 kilometer lång. Sjön  ingår i Pasvik älvs huvudavrinningsområde. 
I övrigt finns följande vid Silmänkaivamajärvi:
- Tuurujärvi (en sjö)